# Zhang Linpeng
Dans ce nom chinois, le nom de famille, Zhang, précède le nom personnel.
Zhang Linpeng, né le 9 mai 1989 à Jinan en Chine, est un footballeur international chinois. Il évolue actuellement au poste de défenseur au Shanghai Port FC.

## Biographie

### Carrière en club
Il participe à la Coupe du monde des clubs de la FIFA 2013 avec le club du Guangzhou Evergrande, jouant trois matchs : contre Al-Ahly Le Caire, le Bayern Munich et enfin l'Atlético Mineiro. Son équipe termine à la quatrième place.

### Carrière en équipe nationale
Zhang Linpeng est convoqué pour la première fois en sélection par le sélectionneur national Gao Hongbo le 30 décembre 2009 lors d'un match contre le Jordanie, où il marque son premier but en sélection (2-2).
Il dispute deux coupe d'Asie : en 2011 et 2015. Il joue trois matchs lors de l'édition 2011 : contre le Koweït, le Qatar et enfin l'Ouzbékistan.
Il participe également à une coupe d'Asie de l'Est en 2010. Il joue enfin deux matchs comptant pour les éliminatoires de la coupe du monde 2014.
Au total il compte 58 sélections et 5 buts en équipe de Chine depuis 2009.

## Palmarès

### En club
- Avec le Guangzhou Evergrande
  - Vainqueur de la Ligue des champions de l'AFC en 2013 et 2015
  - Champion de Super League en 2011, 2012, 2013, 2014, 2015, 2016 et 2017
  - Vainqueur de la Coupe de Chine en 2012 et 2016
  - Vainqueur de la Supercoupe de Chine en 2012

### En sélection
- Vainqueur de la Coupe d'Asie de l'Est en 2010